# Leela Gandhi

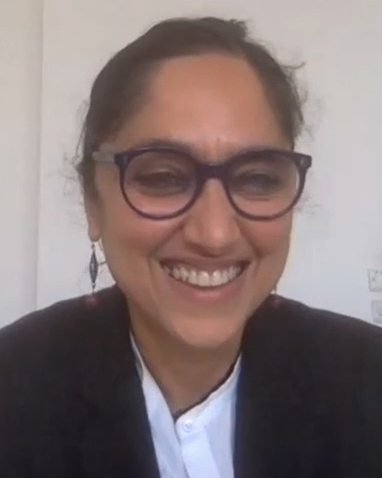
Leela Gandhi

Leela Gandhi (* 1966 in Mumbai) ist seit 2014 Professorin für Englisch und Geisteswissenschaften an der Brown University.

## Leben und Werk
Leela Gandhi wurde 1966 in Mumbai geboren und ist die Tochter von Indu und Ramchandra Gandhi. Sie studierte am Hindu College der University of Delhi und am Balliol College der Oxford University, an dem sie 1991 promovierte.
Sie ist bekannt für ihre Werke zur postkolonialen Theorie und lehrte zuvor an der University of Chicago, der La Trobe University und der University of Delhi. Außerdem ist sie Gründerin und Mitherausgeberin der akademischen Zeitschrift Postcolonial Studies sowie Redaktionsbeirätin der elektronischen Zeitschrift Postcolonial Text. Gandhi ist Senior Fellow der School of Criticism and Theory an der Cornell University.
Durch eigene Untersuchungen versuchte sie aufzuzeigen, wie Mahatma Gandhis Philosophie (z. B. Gewaltlosigkeit und Vegetarismus) sowie seine Politik durch transnationale und indigine Quellen beeinflusst wurde.

## Familie
Sie ist sowohl eine Großenkelin von C. Rajagopalachari, da ihre Großmutter Lakshmi die Tochter von Chakravarthi Rajagopalachari war, als auch eine Großenkelin des indischen Rechtsanwalts und Widerstandskämpfers Mahatma Gandhi. Ihr Großvater Devdas war der jüngste Sohn Mahatma Gandhis.

## Publikationen

### Einzelpublikationen
- Postcolonial Theory: A Critical Introduction. Columbia University Press (1998). ISBN 0-231-11273-4.
- Measures of home: Poems. Distributed by Orient Longman (2000). ISBN 81-7530-023-X.
- Affective Communities: Anticolonial Thought, Fin-de-Siècle Radicalism, and the Politics of Friendship (Politics, History, and Culture). Duke University Press (Januar 2006). ISBN 0-8223-3715-0.
- The Common Cause: Postcolonial Ethics and the Practice of Democracy, 1900-1955. University of Chicago Press (2014). ISBN 9780226019901.

### Rezensionen
In ihrer ersten Publikation Postcolonial Theory: A Critical Introduction aus dem Jahr 1998 verknüpfte Gandhi die theoretischen Ansätze des Postkolonialismus, Poststrukturalismus, Postmodernismus, Marxismus und Feminismus miteinander.
In ihrem zweiten Buch, Affective Communities, analysierte sie marginalisierte Personen und Gruppen, die einen bestimmten Lebensstil lebten oder einer spezifischen Subkultur angehörten. Sie nennt zum Beispiel Homosexualität, Vegetarismus, Tierrechte, Spiritualismus und Ästhetik. Die Kritik am Imperialismus und die Solidarisierung mit den vom Kolonialismus betroffenen Subjekten und Kulturen würde diese heterogenen Gruppen vereinen.
Gandhi verfolgte die sozialen Netzwerke dieser Aktivisten im späten 19. Jahrhundert und Anfang des 20. Jahrhunderts und verbindet Edward Carpenter mit M.K. Gandhi sowie Mirra Alfassa mit Sri Aurobindo. Durch diese Arbeit erlangte sie an Bekanntheit, da sie ein konzeptuelles Modell des postkolonialen Engagements vorschlug, das ethische Prämissen der Gastfreundschaft und Xenophilie mit einbezog. Außerdem brachte sie zum ersten Mal eine Queer-Perspektive in die postkoloniale Theorie.
In ihrem dritten Buch, The Common Cause, analysierte sie die transnationale Geschichte der Demokratie in der ersten Hälfte des 20. Jahrhunderts hinsichtlich der Ethiken einer „disziplinierten Selbstgestaltung“. Das Buch wurde als „an alternate history of democracy foregrounding events of errant relation“ und als „the most thoroughgoing defence of the value of infinite inclusivity to postcolonial studies“ beschrieben.

### Sammelpublikationen
- Gandhi, Leela and Deborah L. Nelson eds., Around 1948: Interdisciplinary Approaches to Global Transformation, Critical Inquiry, Summer 2014, Volume 40 Issue 4. URL: https://www.jstor.org/stable/10.1086/673748
- Blake, Ann; Leela Gandhi; and Sue Thomas. England Through Colonial Eyes in Twentieth-Century Fiction. Palgrave Macmillan (August 18, 2001). ISBN 0-333-73744-X.
- Ezekiel, Nissim, Leela Gandhi, and John Thieme. Collected Poems (Oxford India Paperbacks). Oxford University Press, USA; 2. Edition (13. Dezember 2005). ISBN 0-19-567249-6.

### Gedichte
Ihre erste Gedichtsammlung, Measures of Home, wurde von Ravi Dayal im Jahr 2000 veröffentlicht. Andere Werke ihrer Dichtung sind in mehreren Sammelbändern enthalten:
- De Souza, Eunice; Silgardo, Melanie, eds., The Penguin Book of Indian Poetry. (2013) ISBN 9780143414537
- Thayil, Jeet, ed., 60 Indian Poets. (2008) ISBN 9780143064428
- Sen, Sudeep, ed., The HarperCollins Book of English Poetry. (2012) ISBN 978-93-5029-041-5
- Watson, Mabel; Pitt, Ursula, eds., Domestic Cherry. (2011)